# Juan Alvarado Marín
Juan Alvarado Marín (27 de diciembre de 1948, Zamora, México) es un exfutbolista mexicano que se desempeñaba como delantero. En su carrera profesional jugó para los clubes Club Universidad Nacional y Puebla F.C. donde terminó su carrera profesional en 1983.

## Biografía
Comenzó su carrera futbolística con Club Universidad Nacional con el que debutó en el año 1966 en la Primera División de México. Tras varias temporadas con en el equipo universitario, es transferido al Puebla F.C..
Llega al equipo en 1972, acomodándose rápidamente en el plantel titular donde permaneció de 1972 a 1983. Tras la temporada de 1982-83, donde se corona campeón, se retira del fútbol profesional. En Puebla jugó más de 340 partidos anotando 33 goles que lo colocan décimo en la tabla de máximos goleadores del club.

## Selección nacional
Con la selección mexicana amateur, ganó la medalla de oro en los Juegos Panamericanos celebrados en Winnipeg en 1967
Formó parte de la selección mexicana que se preparaba para la Copa Mundial de Fútbol de 1970, aunque al final no sería incluido debido a que un mes antes del mundial en un partido de preparación sufrió una fractura de tobillo que lo separó del mundial.

## Palmarés

### Títulos nacionales
| Título           | Equipo | País   | Año     |
| ---------------- | ------ | ------ | ------- |
| Primera División | Puebla | México | 1982-83 |